# Rotebühlplatz

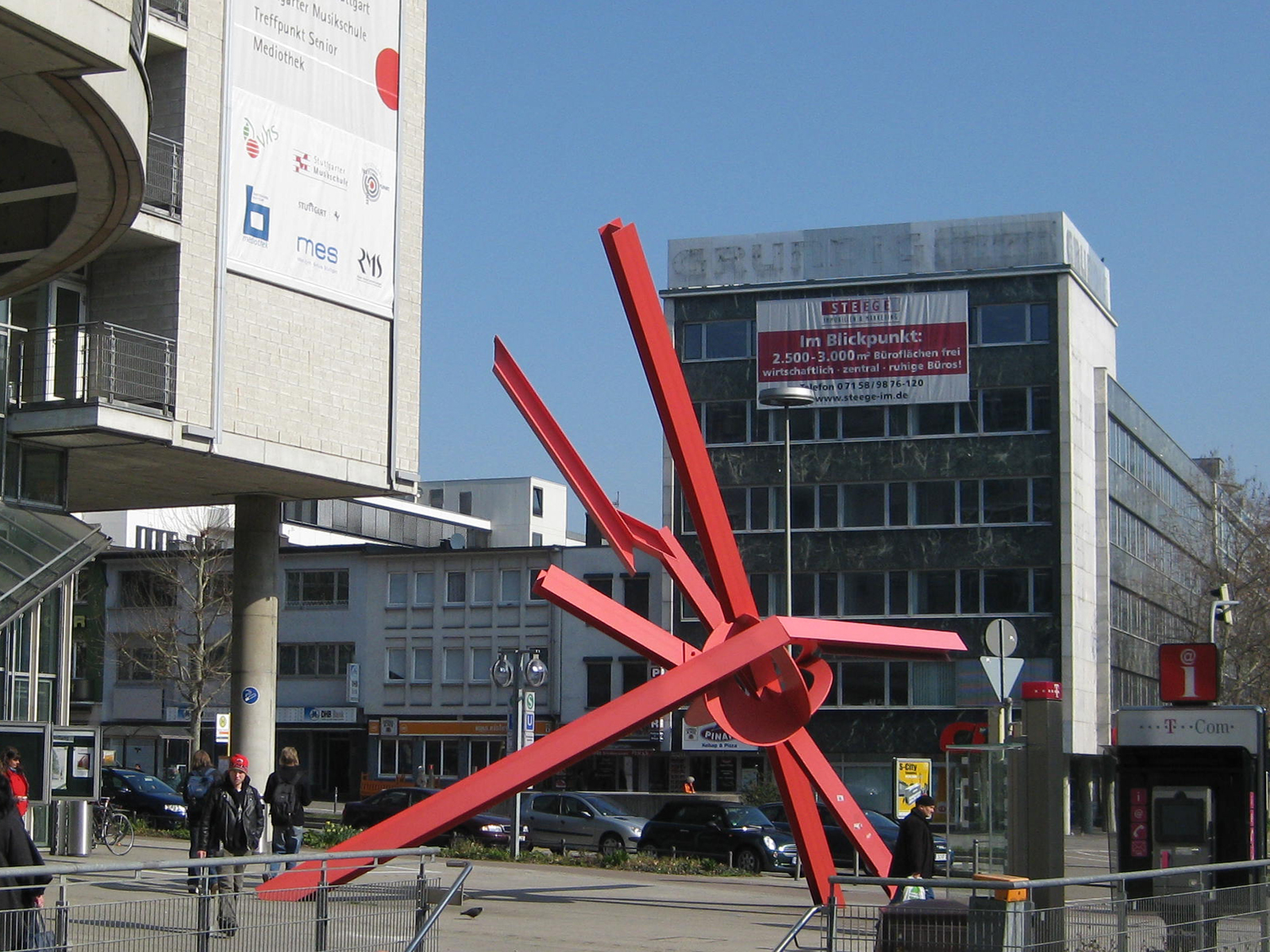
Kunstwerk von Mark di Suvero vor dem Treffpunkt Rotebühlplatz

Der Rotebühlplatz ist ein Platz im Zentrum Stuttgarts.

## Lage
Der Rotebühlplatz liegt im westlichen Bereich der Stuttgarter Innenstadt im Stadtbezirk Stuttgart-Mitte. An ihm kreuzen sich die Theodor-Heuss-Straße (B 27a), welche westlich des Platzes den Namen Rotebühlstraße trägt, und die Fritz-Elsas-Straße. Der Platz wird im Norden vom Kulturzentrum Treffpunkt Rotebühlplatz gesäumt, in dem unter anderem die Volkshochschule Stuttgart und die Stuttgarter Musikschule untergebracht sind. Westlich anschließend befindet sich der Rotebühlbau (die ehemalige Rotebühlkaserne), der mehrere Stuttgarter Finanzämter und einen Teil der Oberfinanzdirektion Baden-Württemberg beherbergt. Südlich des Platzes befindet sich das Büro- und Geschäftsgebäude City Plaza, östlich die Calwer Passage, die bis 2022 umgebaut wurde. Östlich des Platzes beginnen zahlreiche Bars und Gaststätten entlang der „Partymeile“ Theodor-Heuss-Straße.
Der Platz ist kein abgegrenzter Freiraum, sondern bezieht auch Straßenzüge mit ein. Nach Süden erstreckt sich der Rotebühlplatz bis zur Königstraße, nach Westen bis zur Abzweigung der Paulinenstraße.

## Geschichte
Der Rotebühlplatz geht auf den Alten Postplatz zurück, wo sich einst eine Thurn-und-Taxissche Poststation befunden hatte. Als „alter“ Postplatz ist der Platz ab 1851 bekannt, als zwischen Fürsten- und Bolzstraße ein neues Postgebäude errichtet wurde. Die Planungen zur Umgestaltung des Platzes und der umliegenden Straßen reichen bis in die 1930er Jahre zurück. Seine heutige Gestalt erhielt der Platz dann in der Zeit nach dem Zweiten Weltkrieg. Eine einst auf dem Platz befindliche historische Straßeninsel mit Jugendstilpavillon und Brunnen wurde erst in den frühen 1960er Jahren beseitigt.
Den Namen Rotebühlplatz erhielt die Straßenfläche am alten Postplatz 1960. Das einst dort befindliche Stadttor zur Calwer Chaussee war durch ein auffallendes rotes Heiligenbild geschmückt, weswegen das Tor von der Bevölkerung „Rotebildtor“ genannt wurde. Durch Lautverschiebung wurde aus dem roten Bild der rote Bühl.

## Verkehrstechnische Bedeutung
Der Platz ist einer der zentralen Verkehrsplätze in der Stuttgarter Innenstadt. Die den Platz passierende B 27a ist am Rotebühlplatz Teil des Stuttgarter City-Rings.
Östlich des Platzes befindet sich der Haltepunkt Stadtmitte, die von sieben Linien S-Bahn Stuttgart bedient wird. Die S-Bahn unterquert den Rotebühlplatz in Ost-West-Richtung unter der Theodor-Heuss-/Rotebühlstraße im Tunnel der Verbindungsbahn. In Nord-Süd-Richtung wird der Platz von der Stuttgarter Stadtbahn unterquert. Insgesamt vier Stadtbahnlinien passieren in der Haltestelle Rotebühlplatz (Das Gerber) den Platz auf ihrem Weg zwischen den Stationen Berliner Platz und Rathaus bzw. Österreichischer Platz.
Die Passage unter dem Rotebühlplatz zur Verbindung der U-Bahn und der S-Bahn wird auch Rotebühlpassage genannt. Sie beherbergt zahlreiche Läden und Gastronomien.